# Recco
Recco település Olaszországban, Liguria régióban, Genova megyében. Lakosainak száma 9399 fő (2023. január 1.). Recco Camogli, Rapallo, Sori és Avegno községekkel határos.

## Népesség
A település lakossága az elmúlt években az alábbi módon változott:
| Lakosok száma | 9696 | 9683 | 9399 |
|               | 2017 | 2018 | 2023 |